# Karl Jakob Theodor Leybold

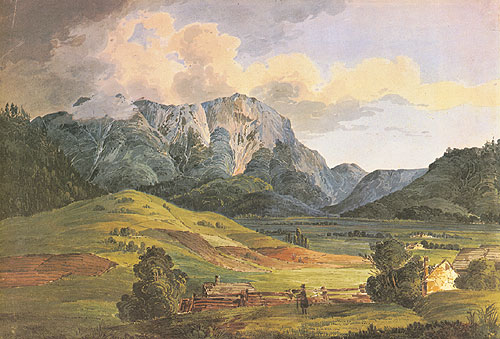
La montagna di neve (Der Schneeberg), acquarello su carta

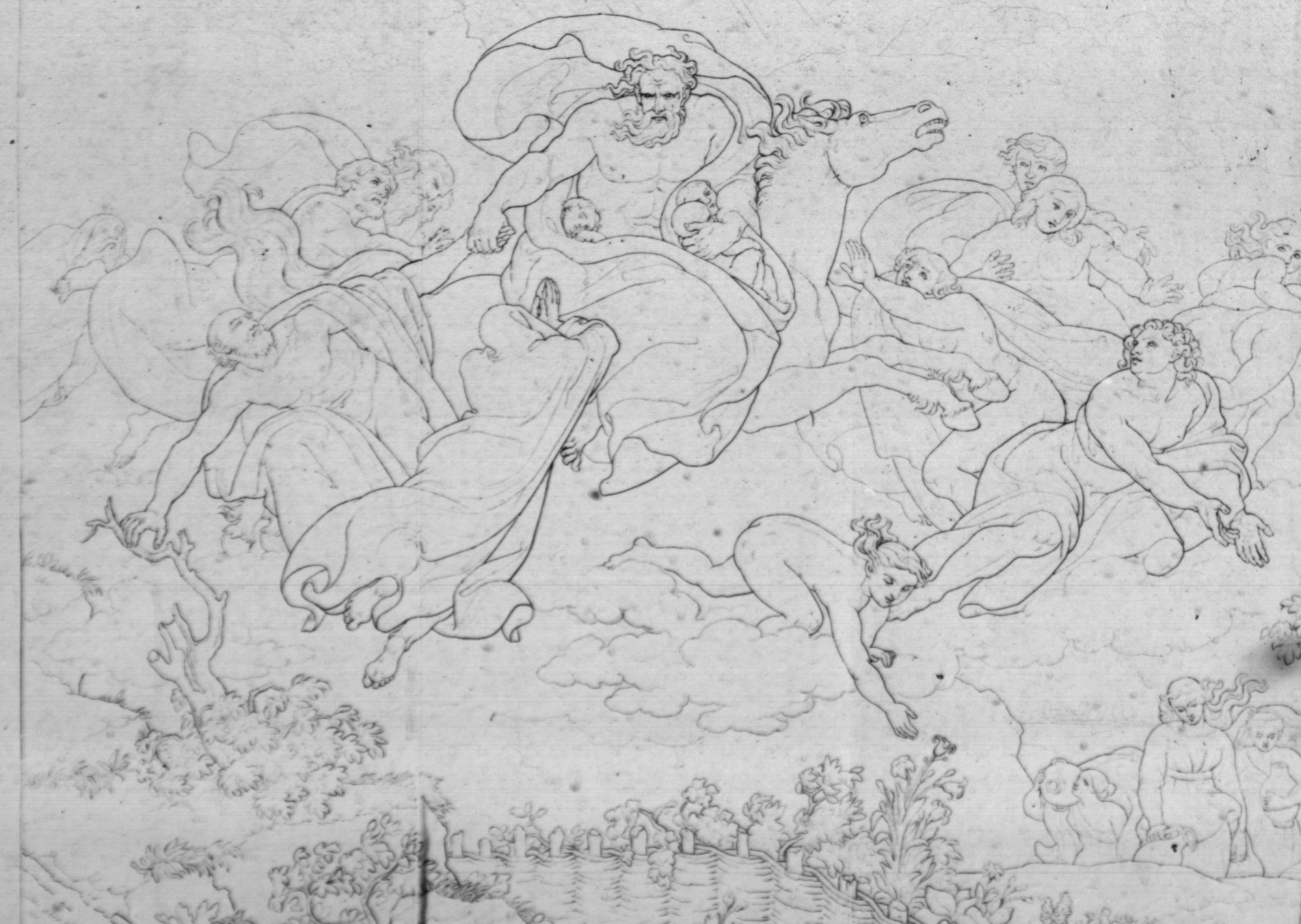
Illustrazione del poema greco moderno di Goethe, Caronte (Illustration zu Goethes neugriechischem Gedicht Charon), litografia

Karl Jakob Theodor Leybold (Stoccarda, 19 marzo 1786 – Stoccarda, 20 luglio 1844) è stato un pittore austriaco.

## Biografia
Karl Jakob Theodor Leybold era figlio del miniaturista Johann Friedrich Leybold, che nel 1812 succedette a Jakob Schmutzers come insegnante all'Accademia di Vienna. Lo stesso Karl ricevette la sua istruzione in questa scuola. Nel 1807 vinse una borsa di studio del mecenate e collezionista Moritz Graf von Fries e intraprese un viaggio a Roma, dove rimase fino al 1814. Lavorò poi a Vienna, ma si trasferì nel 1821 a Stoccarda, dove fu professore presso la scuola d'arte dal 1829 e dal 1842 ispettore della Royal Picture Gallery.

## Premi
- Nel 1826 ricevette un premio da Goethe per la sua rappresentazione moderna di Caronte.[1][2]
- Nel 1836 fu nominato membro onorario dell'Accademia di Vienna.